# 普罗维亚
Provia，中文（普通話）音譯為普罗维亚，是富士胶片株式会社生产的一系列彩色反转片的统称。它的名称来源于富士公司早年生产的Fujichrome彩色反转片，与另一系列（Velvia）形成互补的市场关系。

## 基本介绍
富士胶片公司于1994年（平成6年）2月，向市面推出了Fujichrome Provia 100（代号RDP II），Fujichrome Provia 400（代号RHP II）与Fujichrome Provia 1600（代号RSP II）三种彩色反转胶片。这三款胶片分别系用来替代该公司于1983年三月推出的Fujichrome 100 Professional D (RDP) 、Fujichrome 400 Professional D" (RHP)，以及于1980年四月发售的Fujichrome 1600 Professional D (RSP)等日光型彩色反转胶片。
2000年7月，富士胶片公司推出了新一代技术改进产品Fujichrome Provia 100F（RDP III），Fujichrome Provia 400F（RHP III）。该公司宣称这一代“Provia F”胶片产品拥有世界上最精细的胶片成像颗粒，此款胶片因应印刷业对日常照片扫描的成像质量日益提高的需求，研发出了全世界最细的显像颗粒，降低了冲洗过程差异对显色均一性的影响，并改善了色彩、色调在投影过程中的再现性。
2001年（平成13年）6月,Provia 100F连同Provia 400F彩色反转片胶卷获得了当年的日本照相机记者俱乐部特别奖（该奖于2008年改名为日本照相机记者俱乐部奖）。
为了应对不同风格的摄影需求，富士根据Provia的化学乳剂结构为基础，于2003年（平成15年）6月推出了新款的Velvia 100与Astia 100F两款新型摄影用彩色反转胶片；这两款反转胶片的特征分别是更鲜艳的高色彩对比度风格，或更柔和的低对比度风格。
2006年（平成18年）4月，富士胶片公司推出了能够迫冲至更高感光度（最高建议感光度为EI 1600）的Fujichrome Provia400X（RXP）。
为了符合日本《化学物质审查规制法》在2010年（平成22年）4月1日最新修正条例的要求，富士胶片公司修改了该款胶片的成分配方。该法律将作为表面活性剂使用的全氟辛烷磺酸(PFOS)列为怀疑具有慢性毒性的第一种监视物质，因此，富士胶片公司并发布了过往含有PFOS成分产品的一系列详细信息供使用者参考。只有于2000年1月至2004年4月制造的Provia 100F大画幅页片含有PFOS成分。

## 主要产品

### 产品代号列表
- RDP (Fujichrome 100 Professional D) - 1983年（昭和58年）3月上市（Provia系列之前产品）
- RDP II (Fujichrome Provia 100) - 1994年（平成6年）2月上市
- RDP III (Fujichrome Provia 100F) - 2000年（平成12年）7月上市
- RHP (Fujichrome 400 Professional D) - 1980年（昭和55年）4月上市（Provia系列之前产品）
- RHP II (Fujichrome Provia 400) - 1994年（平成6年）2月上市
- RHP III (Fujichrome Provia 400F) - 2000年（平成12年）7月上市
- RSP (Fujichrome 1600 Professional D) - 迫冲专用胶卷（默认速度ISO 400、Provia系列之前产品）
- RSP II (Fujichrome Provia 1600) - 1994年（平成6年）2月上市
- RXP (Fujichrome Provia 400X) - 2006年（平成18年）4月上市

### 100F
普罗维亚100F（プロビア100F）是富士胶片公司于2000年（平成12年）7月推出的彩色反转胶片。

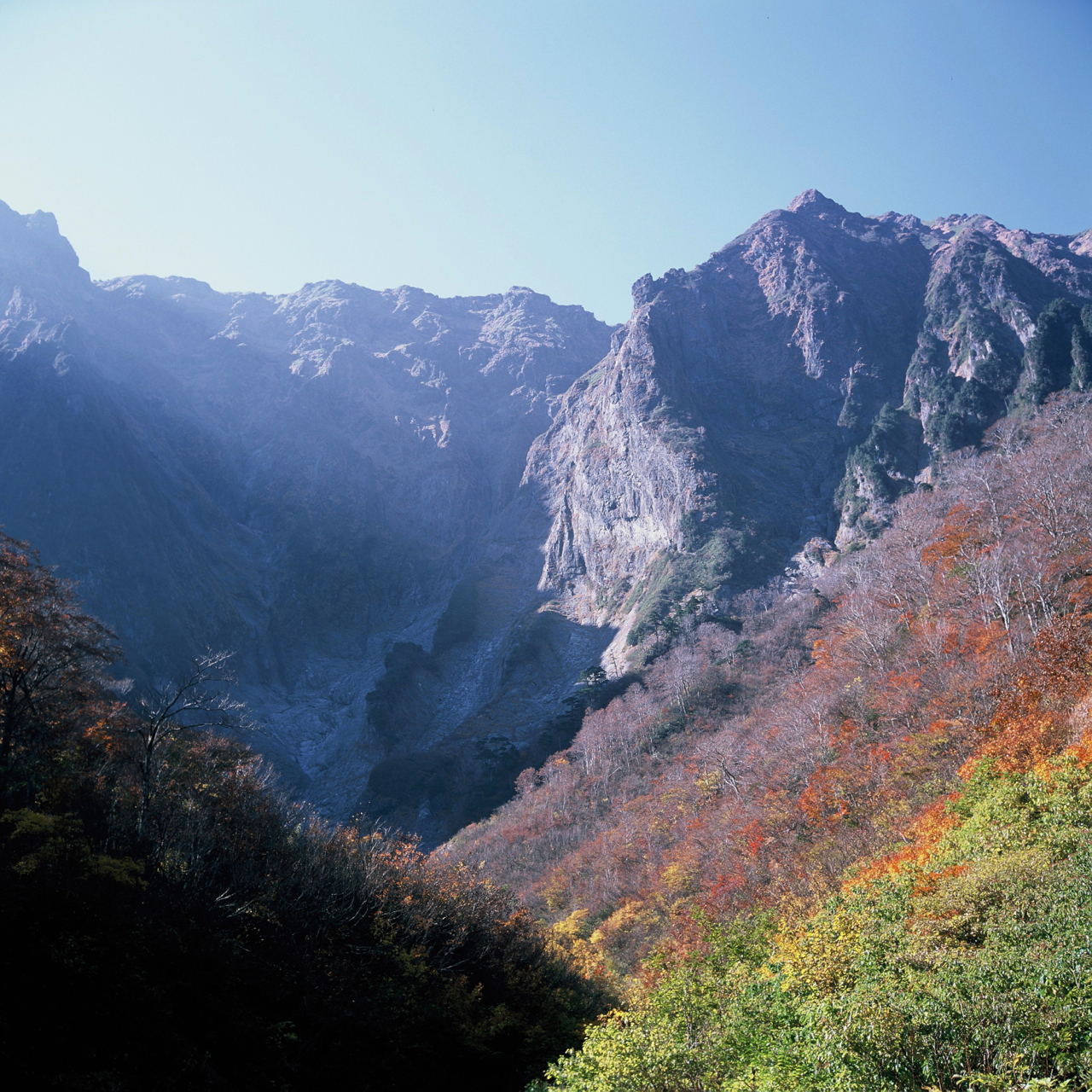
使用Provia 100F拍摄的照片。

这款胶片作为于1994年（平成6年）2月推出的Fujichrome Provia 100（RDP II）的后继产品，其起源能够追溯到富士公司于1983年（昭和58年）3月推出的Fujichrom Professional D（RDP）、以及1978年（昭和53年）10月推出的Fujichrom Professional Type D的产品原型。
在标准的冲洗条件下，该款胶片的RMS颗粒度为8，具有较高的锐度。该款胶片色阶表现较为中性，饱和度则较为鲜艳，能够在投影机下充分再现画面色彩。
Provia 100F为日光型胶片，若在钨丝灯光源下使用则需要蓝色系的Wratten Filter No.80色温变换滤镜（原厂建议型号为富士 LBB-12）。
Provia 100F胶卷使用三乙基纤维素作为胶片片基成分，不同规格的片基厚度则各不相同。120底片尺寸的Provia因具有背纸，片基厚度为0.098mm；135底片则为0.127mm；4×5寸、5×7寸、8×10寸与11×14寸等单张大画幅页片具有较厚的0.205mm片基厚度。
与其它Fujichrome彩色反转胶片一样，Provia 100F使用富士CR-56冲洗工艺，其大致等同于柯达为其Ektachrome系列设计的E-6冲洗化学步骤。

### 400X
普罗维亚 400X（プロビア 400X）是富士胶片公司于2006年（平成18年）4月推出的新型彩色反转摄影胶片产品。

使用Provia 400X胶卷拍摄的照片

该产品作为富士胶片在2000年（平成12年）7月推出的Provia 400F彩色反转片的后继产品，能够追溯至1994年（平成6年）2月推出的Fujichrome Provia 400，以及1980年（昭和55年）4月推出的Fujichrome 400 Professional D彩色反转胶片。其迫冲能力最高可以达到EI1600感光度又来源于富士早期另一款高速反转片的乳剂设计，因此可以看作是两者的结合。
该款胶片的特点是相对于市面上其它彩色反转片具有更高的感光度与迫冲性能，使用户在长时间曝光下仍能保持感光倒易律。与此同时，富士胶片通过使用新型感光材料改良了影像质量与染料保存寿命，防止在长时间保存下褪色。Provia 400X拥有较为中性的成像锐度。其RMS颗粒度为11，色彩饱和度较高。
Provia 400X为日光型胶片，若在钨丝灯光源下使用则需要蓝色系的Wratten Filter No.80色温变换滤镜(原厂建议型号为富士 LBB-12）。
Provia 400X胶卷使用三乙基纤维素作为胶片片基成分，不同规格的片基厚度则各不相同。120底片尺寸的Provia因具有背纸，片基厚度为0.098mm；135底片则为0.127mm。
与其它Fujichrome彩色反转胶片一样，Provia 400X使用富士CR-56冲洗工艺，其大致等同于柯达为其Ektachrome系列设计的E-6冲洗化学步骤。
富士胶片在2015年12月正式宣布停止生产Provia 400X胶片，最后一批胶片将于2017年过期。

## 数字时代胶片模拟
富士胶片公司在2009年之后推出的数码相机中均搭载“胶片模拟”模式，使用者能够将数码相机的拍摄照片后期模拟Provia系列胶卷的标准色调、对比度与画面反差。

## 脚注
1. ↑  Fujichrome （英文）, 富士フイルム、2012年1月31日閲覧。
2. ↑  富士フイルムのあゆみ 1990年 （页面存档备份，存于）、富士フイルム、2012年1月31日閲覧。
3. ↑  フジクローム･プロビア100の特徴と技術、富士写真フイルム足柄研究所、科学技術振興機構、2012年1月31日閲覧。
4. 1 2  プロフェッショナル写真市場向け商品のラインアップ （页面存档备份，存于）、富士フイルム、2012年1月31日閲覧。
5. 1 2  富士フイルムのあゆみ 2000年 的存檔，存档日期2010年6月30日，.、富士フイルム、2012年1月31日閲覧。
6. ↑  平成13年3月期中間決算短信 （页面存档备份，存于）、富士写真フイルム、2000年11月10日付、2012年1月31日閲覧。
7. 1 2  超高画質カラーリバーサルフィルム「フジクロームプロヴィア100F, 400F」の開発、富士写真フイルム足柄研究所、2012年1月31日閲覧。
8. ↑  新カラーリバーサルフィルム フジクローム「Velvia 100F/100」「ASTIA 100F」の開発 （页面存档备份，存于）、富士フイルム、2012年1月31日閲覧。
9. ↑  富士フイルムのあゆみ 2005年 （页面存档备份，存于）、富士フイルム、2012年1月31日閲覧。
10. 1 2  PFOSを含有する業務用写真撮影フィルムのお知らせ （页面存档备份，存于）、富士フイルム、2012年1月31日閲覧。
11. ↑  比較一覧表 リバーサルフィルム、富士フイルム、2012年1月31日閲覧。
12. 1 2 3  プロビア100F データシート、富士フイルム、2012年1月31日閲覧。
13. 1 2 3 4  プロビア400X データシート、富士フイルム、2012年1月31日閲覧。
14. ↑  高感度・高彩度カラーリバーサルフィルム「PROVIA 400X」の開発、富士写真フイルム足柄研究所、2012年1月31日閲覧。
15. ↑  写真フィルム 一部製品の価格改定および販売終了のご案内 （页面存档备份，存于）、富士フイルム、2015年7月10日。